# SN 2007ge
SN 2007ge – supernowa typu Ia odkryta 19 lipca 2007 roku w galaktyce A235731+4727. W momencie odkrycia miała maksymalną jasność 17,90m.